# Парламентские выборы на Украине (2019)

Результаты в общегосударственном многомандатном округе

Результаты в одномандатных мажоритарных округах

Явка по избирательным округам

Явка по регионам

Внеочередные выборы в Верховную раду Украины IX созыва были проведены по указу президента Украины Владимира Зеленского 21 июля 2019 года.
Как и предыдущие, эти выборы проводились по смешанной избирательной системе с мажоритарными (одномандатными) округами и партийными списками. Для партий установлен проходной барьер — 5 % голосов избирателей, принявших участие в выборах (голоса, набранные партиями, не прошедшими этот барьер, распределяются между победившими партиями пропорционально их результатам); для победы в одномандатном округе нужно набрать простое большинство голосов.
Эти выборы в Верховную раду характеризовались самой низкой явкой за всю историю Украины.
В соответствии с Конституцией Украины, 225 депутатов избираются по партийным спискам, ещё 225 — по мажоритарным округам. Фактически, однако, выборы проводились лишь в 199 одномандатных округах, поскольку часть территории Украины (территория, подчинённая Севастопольскому городскому совету, Автономная Республика Крым и часть Донецкой и Луганской областей) де-факто не контролируется центральными властями (согласно украинскому законодательству — временно оккупированные территории Украины).
Участки для голосования на территории России (в посольстве и других диппредставительствах) не открывались. Наблюдателям от России въезд и работа на выборах также были запрещены.

## Предыстория
Очередные выборы в Верховную Раду, в соответствии с законом, должны были пройти 27 октября 2019 года, однако после победы Владимира Зеленского на президентских выборах, состоявшихся в марте-апреле 2019 года, эксперты отмечали, что доставшийся ему в наследство состав Верховной Рады почти наверняка будет ему враждебен: практически все представленные в нём политические силы являются для Зеленского естественными конкурентами на предстоящих парламентских выборах и не позволят ему закрепить успех, достигнутый в президентской гонке. В этой ситуации, как отмечал сам Зеленский между двумя турами президентских выборов, выгоду его сторонникам мог бы принести роспуск Рады.
17 мая фракция «Народный фронт» объявила о выходе из состава парламентской коалиции «Европейская Украина». Председатель Верховной Рады Андрей Парубий сообщил о прекращении деятельности коалиции, что, по мнению экспертов, автоматически заблокировало возможность досрочного роспуска парламента: в соответствии с конституцией страны после объявления о прекращении существования действующей коалиции у депутатов есть 30 дней для формирования нового большинства, при этом президент может досрочно прекратить полномочия парламента, если новая коалиция в Верховной Раде не будет сформирована в течение месяца; однако по закону нельзя распускать парламент, если до окончания срока его полномочий остаётся меньше полугода. Таким образом, было ясно, что через 30 дней после 17 мая распустить Раду не удастся, так как до окончания срока её полномочий останется меньше полугода (парламент избирается на пятилетний срок, Рада VIII созыва начала свою работу 27 ноября 2014 года, поэтому распустить её можно было не позднее 27 мая 2019 года).
Однако, по мнению Зеленского, фактически коалиция перестала существовать в 2016 году, то есть 30 дней, предусмотренные законом для формирования нового большинства, давно прошли.
20 мая в ходе своей инаугурации Владимир Зеленский объявил о роспуске Верховной Рады VIII созыва, а 21 мая издал соответствующий указ и назначил внеочередные парламентские выборы на 21 июля. Как заявил президент на встрече с руководителями парламентских фракций, «Главным аргументом для роспуска Верховной Рады является очень низкое доверие граждан Украины к этой организации — 4 %. Это оценка работы парламента и самый весомый аргумент для прекращения его полномочий… Юридическое основание для роспуска: с 2016 года не существовало коалиции».
Владимир Зеленский обратился к председателю Верховной Рады Андрею Парубию с просьбой созвать внеочередное пленарное заседание парламента и включить в повестку дня рассмотрение вопросов о внесении изменений в законы Украины «О выборах народных депутатов Украины» (предусматривавших отмену мажоритарной системы и снижение проходного барьера до 3 %) и «О публичных закупках».
22 мая, открывая внеочередное заседание парламента, Парубий заявил, что указ Зеленского о её роспуске противоречит действующей Конституции и будет оспорен в Конституционном суде, однако сама Верховная Рада не может его отменить.
Рада отказалась рассмотреть законопроект об изменении системы выборов, предложенный Владимиром Зеленским, и на этом закончила свою работу. В связи с этим досрочные выборы в Верховную Раду будут проведены по действующей избирательной системе — смешанной с мажоритарными округами и пропорциональными списками и 5%-м проходным барьером.
Владимир Зеленский в своём аккаунте в Facebook отреагировал на отказ Рады рассматривать его законопроект о выборах в парламент: «Старые политики выбрали старую систему, потому что только она даёт им шанс продлить политическую жизнь». Президент призвал украинцев выбрать политиков, которые смогут «изменить страну не на словах, а на деле».

## Рассмотрение в Конституционном суде законности указа о роспуске Верховной Рады
24 мая в Конституционный суд поступило представление 62 народных депутатов относительно соответствия Конституции Украины указа президента о роспуске Верховной Рады. Основанием для роспуска президент назвал отсутствие коалиции — обязательного по закону объединения большинства депутатов, ответственного за формирование правительства. Однако в законе не указано, как именно определить наличие или отсутствие коалиции. Именно эта неопределённость стала поводом для обращения в суд.
Накануне первого заседания Конституционного суда по этому вопросу Зеленский распространил в соцсетях видеообращение, в котором заявил, что уверен в своей юридической позиции, но главное состоит в том, что роспуск рады — это требование народа Украины.
Независимо от решения Конституционного суда, начавшаяся избирательная кампания, согласно украинскому законодательству, не могла быть отменена или приостановлена.
Глава партии «Батькивщина» Юлия Тимошенко призвала Владимира Зеленского игнорировать решение Конституционного суда в случае, если он будет с ним не согласен.
Конституционный суд начал рассмотрение депутатского запроса 11 июня и 19 июня подтвердил законность указа о роспуске парламента. В Конституционном суде отметили, что между президентом и парламентом возник «конституционный конфликт» вокруг роспуска. У этого конфликта, по мнению Конституционного суда, нет правового решения. Поэтому суд постановил, что решение конфликта народом Украины «путем проведения внеочередных выборов соответствует требованиям части второй статьи 5 Конституции Украины».

## Начало предвыборной кампании
24 мая на своей официальной странице в Facebook Центральная избирательная комиссия Украины опубликовала утверждённый календарный план основных организационных мероприятий по подготовке и проведению внеочередных выборов народных депутатов Украины. О старте новой избирательной кампании сообщила глава ЦИК Татьяна Слипачук: «Мы обеспечим прозрачные и легитимные парламентские выборы. В соответствии с действующим законодательством нет никаких оснований остановить подготовку к проведению выборов. Избирательный процесс необратим».

## Украинские партии и предвыборная кампания
- Лидер партии УДАР Виталий Кличко заявил, что его партия намерена выдвигать кандидатов только по мажоритарным избирательным округам. Кличко отметил, что его попытки объединения усилий с другими политическими силами не увенчались успехом. Сам Виталий намерен продолжить работу на посту мэра Киева[23].
- Партии «Национальный корпус», «Свобода», «Правый сектор», ветеранские и общественные организации участвовали во внеочередных парламентских выборах «Единым националистическим блоком»[24]. Важную роль в объединении националистов сыграл основной спонсор «Свободы» Игорь Кривецкий[25].
- Единым блоком также участвовали в выборах партии «Оппозиционный блок», «Партия мира и развития», «Наши», «Возрождение» и «Доверяй делам»[26][27].
- Партии Народный фронт, Белая церковь вместе и Единый центр выдвигали кандидатов только по одномандатным округам. Некоторые члены партии «Народный фронт» выдвигались по спискам партий «Европейская солидарность» и «Украинская стратегия Гройсмана».

## Участники

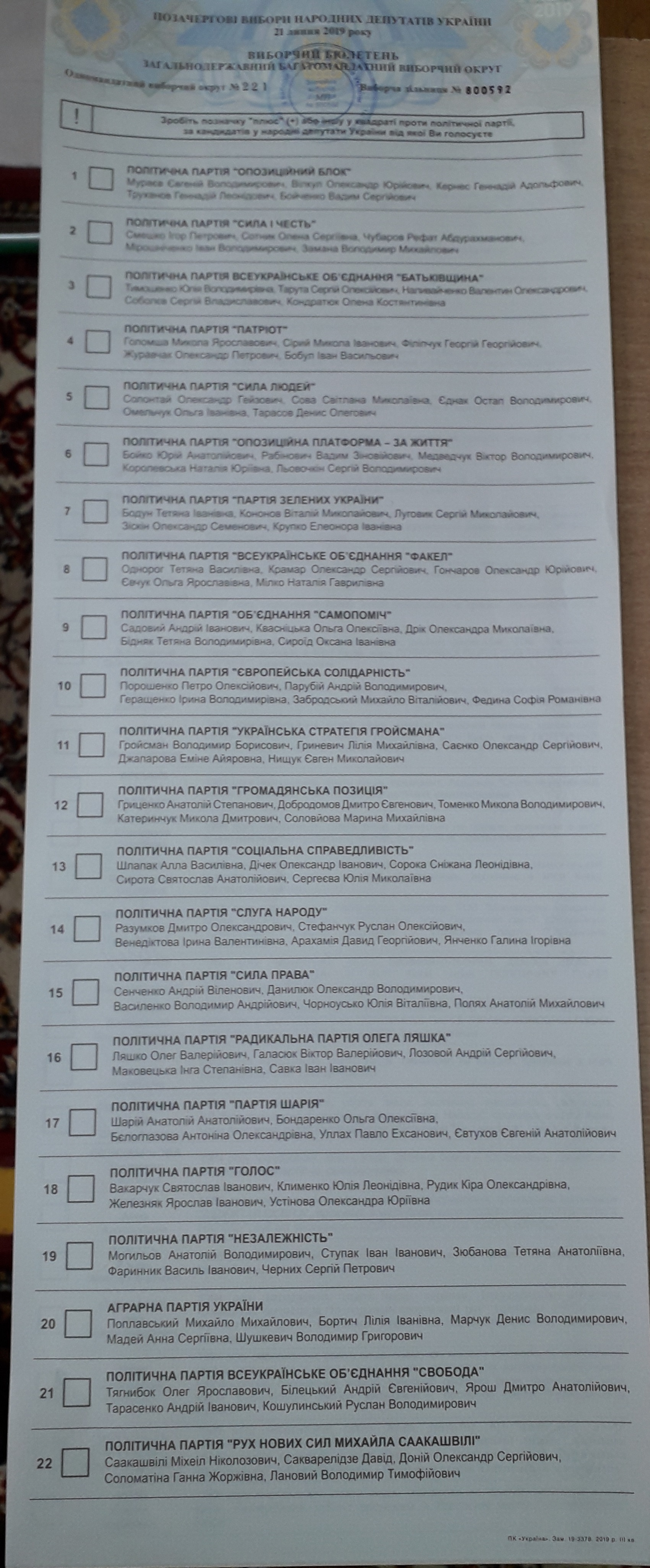
Избирательный бюллетень

26 июня Центральная избирательная комиссия определила очерёдность политических партий в избирательном бюллетене для голосования в общенациональном многомандатном избирательном округе.
30 июня в избирательный бюллетень была добавлена партия «Движение новых сил». Незадолго до выборов лидер партии Михаил Саакашвили заявил об отказе от участия в выборах.
Всего в бюллетень вошли 22 партии:
| №  | Партия                             | К-во кандидатов |
| -- | ---------------------------------- | --------------- |
| 1  | Оппозиционный блок                 | 223             |
| 2  | Сила и честь                       | 76              |
| 3  | Батькивщина                        | 206             |
| 4  | Патриот                            | 122             |
| 5  | Сила людей                         | 46              |
| 6  | Оппозиционная платформа — За жизнь | 182             |
| 7  | Партия зелёных Украины             | 43              |
| 8  | Факел                              | 59              |
| 9  | Самопомощь                         | 93              |
| 10 | Европейская солидарность           | 100             |
| 11 | Украинская стратегия Гройсмана     | 63              |
| 12 | Гражданская позиция                | 164             |
| 13 | Социальная справедливость          | 154             |
| 14 | Слуга народа                       | 201             |
| 15 | Сила права                         | 62              |
| 16 | Радикальная партия Олега Ляшко     | 217             |
| 17 | Партия Шария                       | 31              |
| 18 | Голос                              | 175             |
| 19 | Независимость                      | 60              |
| 20 | Аграрная партия Украины            | 174             |
| 21 | Свобода                            | 224             |
| 22 | Движение новых сил                 | 88              |

| Батькивщина (всего 206) | Батькивщина (всего 206) |
| ----------------------- | --- |
| Юлия Тимошенко          | 1. Юлия Тимошенко 2. Сергей Тарута 3. Валентин Наливайченко 4. Сергей Соболев 5. Елена Кондратюк 6. Иван Кириленко 7. Андрей Кожемякин 8. Григорий Немыря 9. Сергей Власенко 10. Валерий Дубиль |

| Оппозиционная платформа — За жизнь (всего 182) | Оппозиционная платформа — За жизнь (всего 182) |
| ---------------------------------------------- | --- |
| Юрий Бойко                                     | 1. Юрий Бойко 2. Вадим Рабинович 3. Виктор Медведчук 4. Наталия Королевская 5. Сергей Лёвочкин 6. Василий Нимченко 7. Нестор Шуфрич 8. Сергей Ларин 9. Сергей Дунаев 10. Тарас Козак |

| Европейская солидарность (всего 100) | Европейская солидарность (всего 100) |
| ------------------------------------ | --- |
| Пётр Порошенко                       | 1. Пётр Порошенко 2. Андрей Парубий 3. Ирина Геращенко 4. Михаил Забродский 5. София Федина 6. Мустафа Джемилев 7. Яна Зинкевич 8. Ахтем Чийгоз 9. Олег Синютка 10. Иванна Климпуш-Цинцадзе |

| Слуга народа (всего 201) | Слуга народа (всего 201) |
| ------------------------ | --- |
| Дмитрий Разумков         | 1. Дмитрий Разумков 2. Руслан Стефанчук 3. Ирина Венедиктова 4. Давид Арахамия 5. Галина Янченко 6. Михаил Фёдоров 7. Александр Корниенко 8. Анастасия Красносельская 9. Александр Ткаченко 10. Жан Беленюк |

| Голос (всего 174)  | Голос (всего 174) |
| ------------------ | --- |
| Святослав Вакарчук | 1. Святослав Вакарчук 2. Юлия Клименко 3. Кира Рудик 4. Ярослав Железняк 5. Александра Устинова 6. Олег Макаров 7. Ярослав Юрчишин 8. Сергей Рахманин 9. Соломия Бобровская 10. Ольга Стефанишин |

## Результаты
По итогам выборов Рада значительно обновилась, большинство избранных депутатов — впервые в парламенте. Из шести парламентских фракций VIII созыва в Раде остались только две: «Батькивщина» Юлии Тимошенко и «Европейская солидарность» Петра Порошенко (при этом партия Порошенко после поражения её лидера на президентских выборах сменила название). Не вошли в парламент «Народный фронт» Арсения Яценюка, который получил по итогам прошлых выборов 22,14 % голосов, «Самопомощь», набравшая в 2014 году 10,97 % голосов, а также Радикальная партия Олега Ляшко (7,44 %). Впервые в истории независимой Украины одна партия получила право самостоятельно сформировать правительство. Для формирования правительства нужна поддержка 226 депутатов, для внесения изменений в Конституцию — 300.
Прошедшие выборы показали, что радикальные националистические силы на Украине продолжают терять популярность. Проходной барьер не смогло преодолеть Всеукраинское объединение «Свобода» (2,23 % голосов), в первой пятёрке списка которой, кроме прочих, были основатель и первый командир батальона «Азов» Андрей Билецкий, бывший лидер «Правого сектора» Дмитрий Ярош и действующий лидер «Правого сектора» Андрей Тарасенко.
Электоральная карта Украины традиционно делилась на запад и восток: население западных областей обычно поддерживали кандидатов, выступающих с националистических и проевропейских позиций, тогда как жители восточных регионов поддерживали сближение с Россией. На нынешних парламентских выборах партия Зеленского победила в большинстве областей и запада, и востока. На востоке на подконтрольных Украине частях Донецкой и Луганской областей с серьёзным перевесом (более 20 %) победила «Оппозиционная платформа — За жизнь». На западе «Слуга народа» проиграла только во Львовской области, менее чем на 4 % отстав от партии «Голос», лидером которой является Святослав Вакарчук, уроженец соседней Закарпатской области. По мнению экспертов, регионы Украины объединило протестное голосование. Как отметил украинский политолог Руслан Бортник, «на президентских выборах украинцы голосовали против Порошенко и действующей власти, на парламентских — против всего политического истеблишмента; это голосование объединило север, юг и центр, а также в какой-то мере Западный Донбасс и восточную часть Западной Украины».
|                                   |                                         |                      |                      |                      |                          |                          |                          |            |              |  |  |  |  |  |
| Партия                            | Партия                                  | По партийным спискам | По партийным спискам | По партийным спискам | По одномандатным округам | По одномандатным округам | По одномандатным округам | Всего мест | +/–          |  |  |  |  |  |
| Партия                            | Партия                                  | Голосов              | %                    | Мест                 | Голосов                  | %                        | Мест                     | Всего мест | +/–          |  |  |  |  |  |
|                                   | Слуга народа                            | 6 307 793            | 43,16                | 124                  | 4 630 880                | 32,87                    | 130                      | 254        | новая партия |  |  |  |  |  |
|                                   | Оппозиционная платформа — За жизнь      | 1 908 111            | 13,06                | 37                   | 987 832                  | 7,01                     | 6                        | 43         | новая партия |  |  |  |  |  |
|                                   | Всеукраинское объединение «Батькивщина» | 1 196 303            | 8,19                 | 24                   | 686 734                  | 4,87                     | 2                        | 26         | ▲ 6          |  |  |  |  |  |
|                                   | Европейская солидарность                | 1 184 620            | 8,11                 | 23                   | 589 918                  | 4,19                     | 2                        | 25         | ▼ 106        |  |  |  |  |  |
|                                   | Голос                                   | 851 722              | 5,83                 | 17                   | 401 903                  | 2,85                     | 3                        | 20         | новая партия |  |  |  |  |  |
|                                   | Радикальная партия Олега Ляшко          | 586 384              | 4,01                 | 0                    | 152 191                  | 1,08                     | 0                        | 0          | ▼ 22         |  |  |  |  |  |
|                                   | Сила и честь                            | 558 652              | 3,82                 | 0                    | 175 397                  | 1,24                     | 0                        | 0          | ▬            |  |  |  |  |  |
|                                   | Оппозиционный блок                      | 443 195              | 3,03                 | 0                    | 377 191                  | 2,68                     | 6                        | 6          | ▼ 23         |  |  |  |  |  |
|                                   | Украинская стратегия Гройсмана          | 352 934              | 2,42                 | 0                    |                          |                          |                          | 0          | новая партия |  |  |  |  |  |
|                                   | Партия Шария                            | 327 152              | 2,24                 | 0                    | 12 054                   | 0,09                     | 0                        | 0          | новая партия |  |  |  |  |  |
|                                   | Всеукраинское объединение «Свобода»     | 315 568              | 2,16                 | 0                    | 452 373                  | 3,21                     | 1                        | 1          | ▼ 6          |  |  |  |  |  |
|                                   | Гражданская позиция                     | 153 225              | 1,05                 | 0                    | 103 044                  | 0,73                     | 0                        | 0          | ▬            |  |  |  |  |  |
|                                   | Партия зелёных Украины                  | 96 659               | 0,66                 | 0                    |                          |                          |                          | 0          | ▬            |  |  |  |  |  |
|                                   | Самопомощь                              | 91 596               | 0,63                 | 0                    | 135 297                  | 0,96                     | 1                        | 1          | ▼ 32         |  |  |  |  |  |
|                                   | Аграрная партия Украины                 | 75 509               | 0,52                 | 0                    | 96 139                   | 0,68                     | 0                        | 0          | —            |  |  |  |  |  |
|                                   | Движение новых сил Михаила Саакашвили   | 67 740               | 0,46                 | 0                    | 7683                     | 0,05                     | 0                        | 0          | новая партия |  |  |  |  |  |
|                                   | Сила людей                              | 27 984               | 0,19                 | 0                    | 49 117                   | 0,35                     | 0                        | 0          | ▬            |  |  |  |  |  |
|                                   | Сила права                              | 20 497               | 0,14                 | 0                    |                          |                          |                          | 0          | новая партия |  |  |  |  |  |
|                                   | «Патриот»                               | 16 123               | 0,11                 | 0                    | 18 015                   | 0,13                     | 0                        | 0          | новая партия |  |  |  |  |  |
|                                   | «Социальная справедливость»             | 15 967               | 0,11                 | 0                    | 2615                     | 0,02                     | 0                        | 0          | новая партия |  |  |  |  |  |
|                                   | «Независимость»                         | 7970                 | 0,05                 | 0                    |                          |                          |                          | 0          | новая партия |  |  |  |  |  |
|                                   | Всеукраинское объединение «Факел»       | 7739                 | 0,05                 | 0                    |                          |                          |                          | 0          | новая партия |  |  |  |  |  |
|                                   | Единый центр                            |                      |                      |                      | 44 485                   | 0,32                     | 1                        | 1          | —            |  |  |  |  |  |
|                                   | Народный рух Украины                    |                      |                      |                      | 41 482                   | 0,29                     | 0                        | 0          | ▬            |  |  |  |  |  |
|                                   | УДАР Виталия Кличко                     |                      |                      |                      | 22 279                   | 0,16                     | 0                        | 0          | —            |  |  |  |  |  |
|                                   | Белая Церковь вместе                    |                      |                      |                      | 20 277                   | 0,14                     | 1                        | 1          | новая партия |  |  |  |  |  |
|                                   | Прочие партии                           |                      |                      |                      | 90 737                   | 0,65                     | 0                        | 0          |              |  |  |  |  |  |
|                                   | Независимые кандидаты                   |                      |                      |                      | 4 992 514                | 35,43                    | 46                       | 46         | ▼ 51         |  |  |  |  |  |
| Вакантные места                   | Вакантные места                         |                      |                      |                      |                          |                          | 26                       | 26         | ▼ 1          |  |  |  |  |  |
|                                   |                                         |                      |                      |                      |                          |                          |                          |            |              |  |  |  |  |  |
| Действительные голоса             | Действительные голоса                   | 14 613 286           | 99,01                |                      |                          |                          |                          |            |              |  |  |  |  |  |
| Недействительные голоса           | Недействительные голоса                 | 146 262              | 0,99                 |                      |                          |                          |                          |            |              |  |  |  |  |  |
| Всего голосов                     | Всего голосов                           | 14 759 548           | 100,00               | 225                  | 14 090 157               | 100,00                   | 225                      | 450        | ▬            |  |  |  |  |  |
| Зарегистрировано избирателей/явка | Зарегистрировано избирателей/явка       | 29 973 739           | 49,24                |                      |                          |                          |                          |            |              |  |  |  |  |  |
| Источник:CLEA                     |                                         |                      |                      |                      |                          |                          |                          |            |              |  |  |  |  |  |

### Электоральная поддержка партий

Слуга народа
Оппозиционная платформа — За жизнь
Батькивщина
Европейская солидарность
Голос

## Социологические опросы
| Опрос                | Дата проведения     |      |      |      |      |     | СиЧ |     |     |     |     | УС  |     |     |
| -------------------- | ------------------- | ---- | ---- | ---- | ---- | --- | --- | --- | --- | --- | --- | --- | --- | --- |
| Rating               | 13.07.19 — 17.07.19 | 49.5 | 10.5 | 7.7  | 6.9  | 5.9 | 3.8 | 1.4 | 2.3 | 3.1 | 2.2 | 1.7 | 2.0 | 0.5 |
| DI & Razumkov Centre | 12.07.19 — 17.07.19 | 44.4 | 13.3 | 7.5  | 8.5  | 6.8 | 4.5 | 1.9 | 3.3 | 2.5 | 1.8 | 2.0 | 0.8 | 0.9 |
| KIIS                 | 03.07.19 — 13.07.19 | 52.3 | 10.3 | 7.9  | 5.8  | 4.0 | 5.1 | 2.5 | 2.4 | 3.0 | 1.5 | 1.3 | 1.5 | 0.3 |
| Rating for IRI       | 09.07.19 — 14.07.19 | 50.2 | 8    | 5.5  | 6    | 7.3 | 5.1 | 2.1 | 1.6 | 4.5 | 2   | 1   | 3   | 1   |
| DI & Razumkov Centre | 05.07.19 — 11.07.19 | 41.5 | 12.5 | 8.8  | 7.0  | 8.3 | 4.6 | 1.8 | 2.4 | 3.8 | 2.5 | 2.0 | 1.2 | 1.2 |
| Rating               | 06.07.19 — 10.07.19 | 47.0 | 11.6 | 8.2  | 6.4  | 6.6 | 3.6 | 1.4 | 2.5 | 3.2 | 2.1 | 2.8 | 1.2 | 1.2 |
| UCI, SM              | 03.07.19 — 10.07.19 | 42.5 | 15.1 | 8.1  | 7.6  | 4.8 | 4.6 | 4.8 | 2.3 | 2.3 | 2.0 | 1.5 | 1.4 | 0.7 |
| KIIS                 | 25.06.19 — 07.07.19 | 48.5 | 14.1 | 9.2  | 6.2  | 4.4 | 4.1 | 1.8 | 2.4 | 2.5 | 1.6 | 2.3 | 1.6 | 0.7 |
| UCI, SM              | 28.06.19 — 04.07.19 | 41.6 | 13.7 | 8.5  | 7.7  | 7.5 | 2.5 | 3.4 | 2.2 | 2.9 | 2.0 | 1.1 | 2.6 | 1.4 |
| Rating               | 29.06.19 — 03.07.19 | 42.3 | 13.4 | 8.3  | 7.2  | 7.2 | 3.8 | 2.4 | 2.4 | 3.1 | 2.3 | 2.8 | 1.8 | 1.1 |
| UCI, SM              | 22.06.19 — 27.06.19 | 43.2 | 12.0 | 8.2  | 9.4  | 8.3 | 4.1 | 3.9 | 2.1 | 2.2 | 1.8 | 1.6 | 0.9 | 1.2 |
| Rating               | 20.06.19 — 24.06.19 | 45.3 | 12.1 | 7.2  | 7.0  | 8.4 | 3.4 | 1.7 | 2.5 | 1.7 | 1.8 | 1.7 | 1.5 | 0.9 |
| Rating               | 13.06.19 — 23.06.19 | 50   | 12   | 7    | 6    | 8   | 4   | 1   | 2   | 2   | 2   | 2   |     | 1   |
| UCI, SM              | 13.06.19 — 21.06.19 | 45.3 | 12.1 | 8.4  | 8.8  | 6.8 | 4.4 | 4.5 | 3.0 | 0.9 | 1.7 | 1.2 |     | 0.9 |
| DI & Razumkov Centre | 13.06.19 — 20.06.19 | 42.7 | 10.5 | 9.8  | 10.2 | 6.4 | 5.2 | 4.1 | 2.0 | 2.5 | 1.7 | 1.6 |     | 0.6 |
| SOCIS                | 14.06.19 — 19.06.19 | 47.6 | 12.4 | 8.8  | 8.7  | 6.8 | 4.1 | 2.7 | 2.2 | 1.6 | 1.7 | 1.3 |     | 1.2 |
| UCI, SM              | 07.06.19 — 14.06.19 | 47.5 | 11.0 | 8.7  | 8.3  | 5.3 | 3.9 | 2.9 | 2.4 | 1.7 | 1.5 | 0.7 |     | 2.2 |
| Rating               | 08.06.19 — 12.06.19 | 47.1 | 11.1 | 5.0  | 7.3  | 8.1 | 4.1 | 2.2 | 2.1 | 1.8 | 2.1 | 1.9 |     | 1.2 |
| Rating               | 06.06.19 — 09.06.19 | 47.5 | 10.4 | 7.9  | 7.5  | 6.4 | 4.3 | 2.4 | 2.5 | 1.2 | 1.0 | 1.4 |     | 0.8 |
| KIIS                 | 26.05.19 — 07.06.19 | 48.5 | 11.8 | 8.1  | 7.8  | 5.6 | 3.8 | 1.8 | 2.9 | 0.9 | 1.9 | 0.5 |     | 0.6 |
| UCI, SM              | 22.05.19 — 07.06.19 | 43.1 | 11.7 | 9.2  | 9.1  | 4.9 | 4.7 | 3.6 | 2.2 | 1.7 | 1.7 | 0.9 |     | 1.9 |
| SOCIS                | 29.05.19 — 06.06.19 | 51.3 | 9.2  | 9.5  | 8.7  | 4.9 | 5.0 | 2.9 | 2.2 | 1.1 | 1.5 | 1.1 |     | 1.2 |
| Rating               | 29.05.19 — 03.06.19 | 48.2 | 10.7 | 7.8  | 6.9  | 5.6 | 4.3 | 3.0 | 2.4 | 1.5 | 1.2 | 1.3 |     | 1.4 |
| UCI, SM              | 20.05.19 — 23.05.19 | 39.9 | 11.2 | 9.9  | 9.6  | 3.0 | 5.7 | 4.3 | 2.8 | 3.2 | 1.9 | 1.4 |     | 2.0 |
| Rating               | 16.05.19 — 21.05.19 | 43.8 | 10.5 | 8.8  | 7.3  | 4.6 | 5.1 | 2.3 | 3.3 | 3.2 | 1.6 | 0.9 |     | 1.1 |
| Rating               | 30.04.19 — 10.05.19 | 39.9 | 10.9 | 10.6 | 9.1  | 0.9 | 5.1 | 5.0 | 3.3 | 3.5 | 2.4 |     |     | 2.0 |
| KIIS                 | 09.04.19 — 14.04.19 | 25.9 | 15.7 | 13.9 | 12.1 | 1.5 | 5.0 | 5.1 | 4.8 | 2.3 | 4.6 |     |     | 1.4 |

## Международное наблюдение
Наблюдатели от иностранных государств и международных организаций:
- Соединённые Штаты Америки (42 человека)
- Венгрия (18 человек)
- Республика Польша (16 человек)
- Федеративная Республика Германия (12 человек)
- Словацкая Республика (6 человек)
- Королевство Испания (5 человек)
- Королевство Швеция (4 человека)
- Япония (4 человека)
- Литовская Республика (3 человека)
- Португальская Республика (3 человека)
- Иорданское Хашимитское Королевство (2 человека)
- Королевство Бельгия (2 человека)
- БДИПЧ ОБСЕ (728 человек)
- Международная неправительственная организация «CANADEM» (178 человек)
- Европейская сеть организаций по наблюдению за выборами (ENEMO) (156 человек)
- Всемирный конгресс украинцев (143 человека)
- Общественный союз «Международное сообщество по правам человека» (68 человек)
- Национальный демократический институт международных отношений (64 человека)
- Парламентская ассамблея ОБСЕ (61 человек)
- Украинский конгрессовый комитет Америки (32 человека)
- Благотворительный фонд «Международная комиссия по правам человека» (29 человек)
- Комитет «За открытую демократию» (29 человек)
- Международный республиканский институт (МРИ) (28 человек)
- Парламентская ассамблея НАТО (21 человек)
- Международный экспертный центр избирательных систем (ICES) (16 человек)
- Европейский парламент (15 человек)
- Организация за демократию и экономическое развитие — ГУАМ (8 человек)
- Международный фонд за лучшее управление (IFBG) (7 человек)
- Международная общественная ассоциация «Выборы и демократия» (6 человек)
- Европейский союз (4 человека)
- Международная федерация либеральной молодёжи (IFLRY) (4 человека)
- Международная неправительственная организация «Координационный ресурсный центр» (3 человека)
- Европейская платформа за демократические выборы (2 человека)